# The Many Facets of Roger
The Many Facets of Roger è il primo album in studio da solista del cantante statunitense Roger Troutman, pubblicato nel 1981

## Tracce
Testi e musiche di Roger Troutman e Larry Troutman, eccetto dove indicato.

1. I Heard It Through the Grapevine (Norman Whitfield, Barrett Strong) – 10:45
2. So Ruff, So Tuff – 4:49
3. A Chunk of Sugar – 5:28
4. Do It Roger – 8:11
5. Maxx Axe – 8:16
6. Blue (A Tribute to the Blues) – 3:24